# Henry Hartley
Pour les articles homonymes, voir Hartley.
Henry Hartley, né à Gwelo en Rhodésie du Sud (actuel Zimbabwe) le 14 avril 1930 et mort à Issy-les-Moulineaux le 18 décembre 2011, est un artiste peintre et designer britannique ayant vécu successivement au Royaume-Uni (Painswick et Londres), en Espagne (Alhaurin el Grande) et en France où il se partageait entre Meudon et Barfleur.

## Biographie

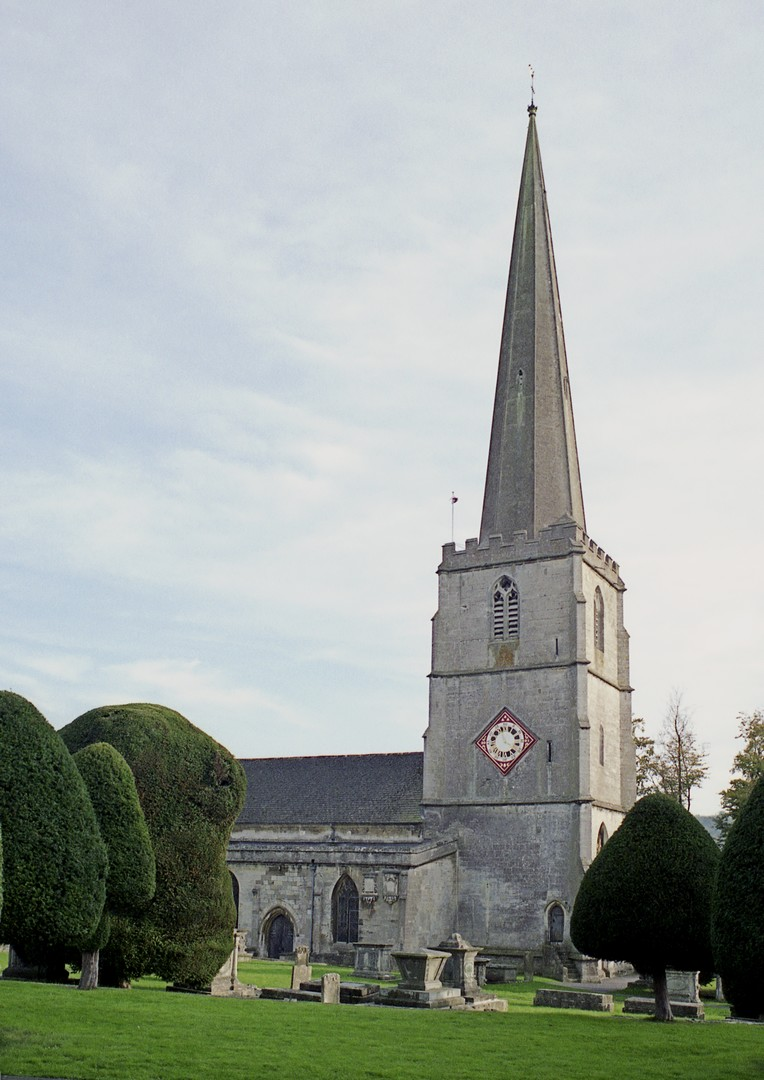
Église Sainte-Mary de Painswick

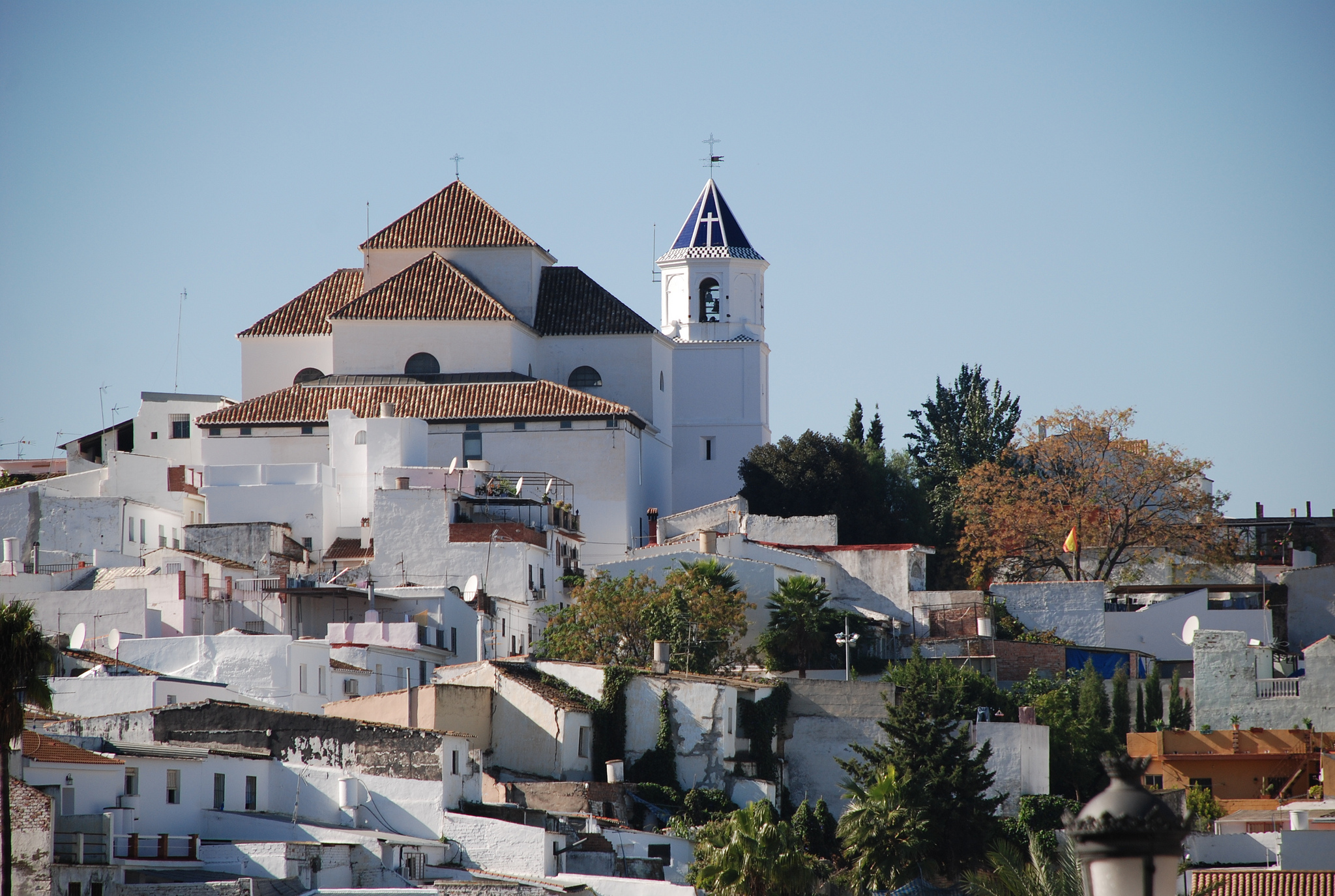
Alhaurín el Grande

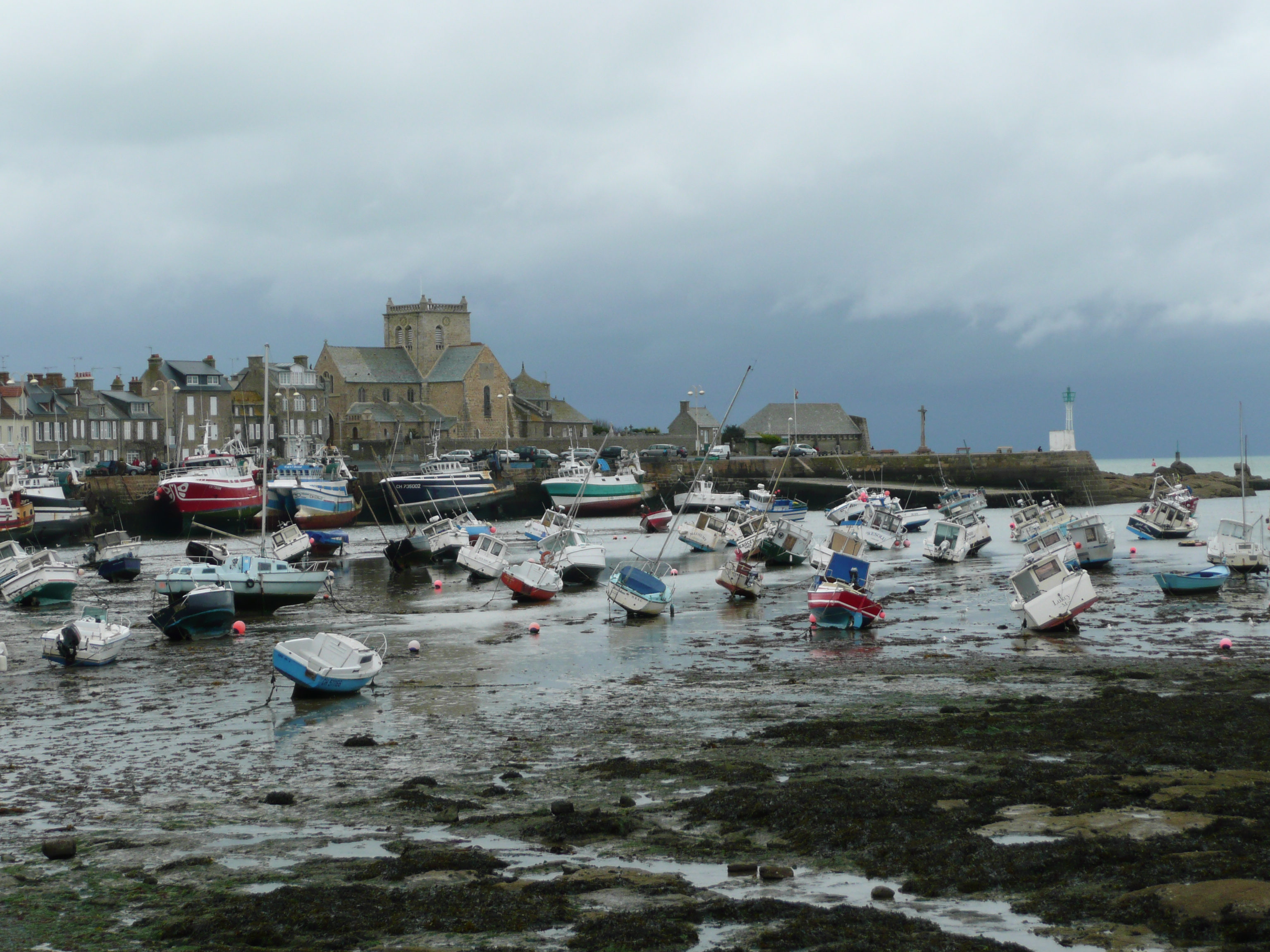
Barfleur

De la jeunesse de Henry Hartley, il faut retenir son enfance en Rhodésie parce que, ainsi que le souligne Michel Laclos, l'omniprésence dans sa peinture de « froissements d'ocres, de zébrures sombres, de filons rougeâtres et de frissons de bruns » communique une immédiate sensation d'Afrique. 
Il faut retenir aussi l'adolescence à Painswick, petite ville constituant la périphérie coquette de Bristol où, d'un tempérament méditatif et solitaire, il se réfugie longuement dans l'église Sainte-Mary dont il fait un peu sa seconde demeure (l'appelant plus volontiers « Powerhouse » que « church »), s'y abandonnant à la contemplation du jeu dichotomique ombre-lumière. L'œuvre de Henry Hartley se cadre dans ces deux récurrences essentielles : l'Afrique et l'église de Painswick.
La Seconde Guerre mondiale sépare le jeune Henry de ses parents : son père, Harry J. Clissold Hartley, rejoint les rangs de la Royal Air Force et mène des actions de résistance qui le conduisent du département français de la Somme jusqu'à Athènes où, impliqué dans des opérations de sabotage et capturé par la Gestapo, il s'évade miraculeusement. Sa mère, Beatrice, s'engage comme infirmière militaire. Il est alors, à Painswick, pris en charge par sa tante qu'il évoquera toujours avec affection sous le nom de Auntie Joe, et ses études secondaires se déroulent à l'Aintcombe College de Gloucester.
En 1948, Hartley entre à la London School of Printing and Graphic Art et s'installe pour cela dans le très italien quartier de Clerkenwell où se situe l'école. Son maître y est George Adams-Teltscher (1904-1983), Autrichien issu du Bauhaus de Dessau où il fut lui-même l'élève d'Oskar Schlemmer et côtoya Vassily Kandinsky.
Après de premières expositions d'œuvres encore strictement figuratives, Hartley entre en 1955 comme designer à l'agence de publicité Armstrong & Warden. C'est l'époque de ses dessins pour la grande presse britannique et pour les magazines de mode, celle aussi de ses créations d'affiches pour le métro londonien. Ce n'est que par la suite qu'il trouve sa véritable vocation, celle d'enseigner l'art aux enfants autistes et de les inviter, dans une relation empathique, à s'exprimer par le dessin et la peinture.
En 1978, il part seul en Andalousie et vit pendant douze ans à Alhaurín el Grande où il commence à s'intéresser aux philosophies et religions orientales, à la peinture orientale aussi et en particulier à Hokusai. Il arrive en France en 1990, où il fait la connaissance de Jacqueline Fossey, peintre elle-même, qu'il épouse et avec qui il va dorénavant partager sa vie entre Meudon et Barfleur. Il participe alors aux grands salons parisiens, expose dans de nombreuses galeries et plusieurs rétrospectives lui sont consacrées.
« La peinture de Henry Hartley, témoigne Jacqueline Fossey, est souvent qualifiée par les critiques d'onirique et de visionnaire. Le peintre nous invite de fait à effectuer un double voyage dans le temps et dans l'espace, les interrogeant plus en termes d'énergies immatérielles qu'en représentation d'apparences. Des profondeurs de la Terre, du secret de ses germinations, il nous mène aux confins de la nébuleuse d'Andromède où l'Esprit demeure. William Blake et Jean Cocteau ne sont pas absents de cet itinéraire qui permet à travers les miroirs d'accéder à l'outremonde, celui du registre spirituel dont nous sommes porteurs. Le peintre prospecte les singularités des textures, utilise empâtements et tissus, transparences de l'aquarelle et graphismes minutieux pour exprimer nos cosmogonies intérieures. S'ouvre alors, dans un moment de grâce, l'espace de pure lumière des Méditations où le Vide cher à la philosophie de l'Orient suggère l'état inaltéré de la conscience originelle. Éclairer l'inconnu qui nous habite, telle demeure l'aventure de Henry Hartley. »

## Œuvre
Parler d'époques ou de périodes pour les toiles et les œuvres sur papier de Henry Hartley pose problème : partant de l'inspiration saisie dans son immédiateté, les thèmes s'entrecroisent et interfèrent. Ils ne sont donc pas tous datables. Citons :
- Terre africaine.
- Rêves d'enfance.
- Painswick (Powerhouse), (1984).
- Sunboat (à partir de 1990).
- Andromède (1993).
- Méditations (1994).
- L’Été indien.
- Le Jardin d’Éden et L'Arbre de la Genèse (2003).
- La Mer et La musique de la mer.
- Visions.
- Les Miroirs et La traversée des miroirs (The other side of the mirror).
- Profondeurs de la Terre.
- Les Galets de la Mer (peintures-objets de Barfleur).
- Prehistory.
- Cosmic.
- Flowers.
- Mandalas.
- Le dieu Pan.

## Expositions
- 1952, 1953, 1954 : Salon Les jeunes contemporains, Londres.
- 1956 : Institut d'Art Rhodes, Bulawayo.
- 1958 : Galerie Redfern, Londres.
- 1960 : Musée Smuts, Durban (Afrique du Sud).
- 1961 : Centre civique de Portsmouth.
- 1962 : Collège technique de Witney (Oxford).
- 1966 : Institut d'Art Rhodes, Bulawayo.
- 1968 : Collège technique de Witney (Oxford).
- 1970 : Centre civique de Portsmouth.
- 1973 : Musée Smuts, Durban (Afrique du Sud).
- 1975, 1976 : Les jeunes contemporains, Londres.
- 1977 : Les jeunes contemporains, Londres. Galerie Duquesa, Malaga (Andalousie).
- 1978 : Galerie Bippenpen, Maidstone (Kent).
- 1983 : Galerie Horizon, Stroud (Gloucestershire).
- 1988 : Galerie Duquesa, Malaga.
- 1990 : Centre Culturel d'Alhaurin el Grande, Andalousie. Centre culturel de Barfleur (Manche). Salon d'automne et Salon des réalités nouvelles, Paris.
- 1991 : Galerie Agrupacion Artistica, Saragosse (Aragon). Espace Laser, Paris. Centre culturel de Meudon. Château de Réville (Manche). Château de Castellane, Épernay. Centre culturel de Barfleur. Hôtel Forest Hill, Meudon.
- 1992 : Galerie Segeren, Breda (Pays-Bas). Ville de Saragosse, Aragon.
- 1993 : Festival franco-anglais de poésie-peinture, Paris.
- 1994 : Château de Gaillon (Eure). Galerie Callu Merite, Paris. Galerie du Cotentin, Cherbourg. Château de Réville (Manche). Hôtel Drouot, Paris (vente d'atelier).
- 1995 : Strasbourg, Boulogne-Billancourt, Paris, Tours, Galerie du Cotentin à Cherbourg, château de Réville.
- 1996 : Hôtel Crillon, Paris. Galerie des Halles, Paris. Galerie de Barfleur. Boulogne-Billancourt, Strasbourg, Bourg-en-Bresse, Oyonnax.
- 1997 : Hôtel de Nesle, Paris. Boulogne-Billancourt, Strasbourg.
- 1999 : Galerie Delaporte, Ville-d'Avray. Charlotte Valentin, Paris. Galerie des Halles, Paris. Galerie de Passy, Paris. Galerie Delaporte, Royan. Maison des Arts et Métiers, Paris XVIe. Mairie de Cherbourg (rétrospective).
- 2000 : Galerie Le Parnasse, Versailles.
- 2002 : Galerie Plomb Art, Saint-Nom-la-Bretèche.
- 2003 : Château de Réville, Manche. Église Saint-Benoît, Issy-les-Moulineaux.
- 2004 : Chapelle des Jésuites, Eu, Seine-Maritime (rétrospective dans le cadre des manifestations du centenaire de l'Entente cordiale). Centre Culturel Le Colombier, Ville d'Avray.
- 2006 : Galerie Ducastel, Avignon. Galerie de l'Estampe, Lille.
- 2007 : Arcadia, Amiens (rétrospective).
- 2009 : Salon d'art contemporain, Saint-Nicolas-d'Aliermont (Seine-Maritime).
- novembre 2017 : Henry Hartley (1930-2011) - Peintures, dessins, La Chartreuse (Association art contemporain Sèvres), Sèvres[5].
- Mars-mai 2018 : Henry Hartley, un peintre meudonnais - Rétrospective, Espace culturel Robert-Doisneau, Meudon-la-Forêt, mars-mai 2018.

## Conférences
- Le dessin industriel et celui destiné au décor de théâtre, Institut d'art contemporain, Londres, 1965.
- La typographie, Institut des praticiens de la typographie, Londres, 1967.
- L'art des enfants autistes, Université de Southampton, 1975 à 1977.
- L'art des enfants émotionnellement perturbés, Université de Southampton, 1984.

## Écrits
- L'art des enfants autistes, Université d'Oxford, 1975.